# Mitrofan Borissowitsch Grekow
Mitrofan Borissowitsch Grekow (russisch Митрофан Борисович Греков; * 3./15. Juni 1882 in Scharpajewka, heute Oblast Rostow; † 27. November 1934 in Sewastopol; eigentlich (bis 1911) Митрофан Павлович Мартыщенко, Mitrofan Pawlowitsch Martyschtschenko) war ein russisch-sowjetischer Maler. Er gilt als Vater der sowjetischen Schlachtengemäldetradition.

## Leben und Werk

Sowjetische Sonderbriefmarke von 1982 mit Grekows Gemälde Tatschanka (1933)

Während des russischen Bürgerkrieges diente Grekow in der Roten Kavallerie. Seine auf die Erinnerungen an diese Zeit gestützten Historiengemälde waren in der jungen Sowjetunion sehr geschätzt. Die Inszenierung des eigenen Erlebten sollte Vorbild für die Tradition der sowjetischen Schlachtenmalerei werden.
Grekow starb am 27. November 1934 im Alter von 52 Jahren in Sewastopol, als er am Panorama Perekop arbeitete. Er wurde in Moskau auf dem Nowodewitschi-Friedhof begraben.

## Ehrungen
Im Jahr 1934 gründete das sowjetische Volkskommissariat für Militär- und Marineangelegenheiten das M. B. Grekow–Studio für Militärkünstler, das bis in die Gegenwart existiert. Seine Mitglieder schufen zur Verherrlichung des sowjetischen Sieges im Zweiten Weltkrieg zahllose Kunstwerke im realistischen Stil, von denen einige Weltberühmtheit erlangten, darunter das Sowjetische Ehrenmal im Treptower Park und die Mutter-Heimat-Statue (Wolgograd). Ebenfalls wurde in Odessa das älteste, seit 1865 bestehende ukrainische Institut für Malerei (ukrainisch Одеське художнє училище імені М. Б. Грекова) nach Grekow benannt, da er Schüler dieses Instituts war.
Auch in Rostow am Don ist eine Kunstschule nach ihm benannt.